# IJSO Brasil 2007
A IJSO Brasil 2007 foi a etapa nacional da quarta edição da IJSO (Olimpíada Internacional Júnior de Ciências). A Fase Final desta olimpíada científica foi realizada em 3 de novembro de 2007.
Com base no resultado da Primeira Fase da OPF (Olimpíada Paulista de Física), os melhores alunos foram selecionados para o evento sediada pelo ITA (Instituto Tecnológico de Aeronáutica), na cidade de São José dos Campos.
Este foi o primeiro evento organizado pela B8 Projetos Educacionais, responsável atualmente também pela implementação de outros eventos científicos no Brasil, como o IYPT . Esta edição utilizou a denominação de "Seletiva Nacional da IJSO", já que eram premiados apenas os alunos classificados para integrar o time brasileiro na IJSO.

## Fase Eliminatória
Em junho, os colégios inscritos na OPF aplicaram aos seus estudantes a prova da Primeira Fase da referida competição. A avaliação foi composta por 20 questões de múltipla escolha, que deveriam ser resolvidas em até 2 horas.
Os 40 alunos com melhor desempenho foram convocados para a Fase Final da IJSO Brasil 2007.

## Fase Final
No dia 3 de novembro (sábado), a Fase Final foi sediada pelo ITA (Instituto Tecnológico de Aeronáutica), em São José dos Campos. O evento foi composto por palestras especiais de Química e Biologia no período da manhã e pela prova decisiva durante a tarde.
A avaliação final foi composta por 10 questões de múltipla escolha de cada uma das três matérias envolvidas (Física, Química e Biologia). As resoluções eram validadas apenas em caso de correta justificativa descrita pelo estudante. Todas as provas foram corrigidas no mesmo dia e posteriormente foram anunciados os seis alunos classificados para o time brasileiro da IJSO.

### Programação
Sábado, 3 de novembro de 2007 

08:00 - 08:30: Credenciamento 

08:30 - 09:00: Abertura 

09:00 - 10:30: Palestra Biologia I 

10:30 - 12:00: Palestra Química I 

12:00 - 13:00: Almoço 

13:00 - 14:00: Palestra Biologia II 

14:00 - 15:00: Palestra Química II 

15:30 - 18:00: Prova "Seletiva Nacional da IJSO" 

18:00 - 18:30: Encerramento

## Resultado Final
Classificados para o time brasileiro da IJSO
- André Hahn Pereira
- Cindy Yushi Tsai
- Leonardo Pereira Stedile
- Matheus Barros de Paula
- Victor David Santos
- Wilson Nunes Hirata

## Time Nacional
Os seis alunos vencedores realizaram diversas atividades de preparação para simular as avaliações a que seriam submetidos em Taipei, Taiwan, entre os dias 2 e 11 de dezembro.
Pela primeira vez na história do torneio, todos os estudantes brasileiros foram premiados durante a competição internacional. André Hahn Pereira, Cindy Yushi Tsai, Leonardo Pereira Stedile e Matheus Barros de Paula conquistaram medalhas de prata. Victor David Santos e Wilson Nunes Hirata receberam medalhas de bronze. Com isso, o Brasil figurou de modo inédito entre os 10 primeiros colocados do mundo.